# Danny Fox
Daniel Fox (ur. 29 maja 1986 w Winsford) – szkocki piłkarz angielskiego pochodzenia występujący na pozycji obrońcy w angielskim klubie Nottingham Forest. Były reprezentant Szkocji.

## Kariera klubowa
Swoją karierę piłkarską rozpoczynał w zespole Evertonu. Do pierwszego składu został włączony w roku 2004. Nie zadebiutował jednak w nim i został wypożyczony na pół roku do Stranraer. W roku 2005 Fox opuścił Everton bez żadnego występy w tym zespole.
3 czerwca tego samego roku podpisał kontrakt z Walsall. W zespole tym zadebiutował 6 sierpnia w spotkaniu z Rotherham United. Szybko stał się podstawowym zawodnikiem drużyny z League One. W pierwszym sezonie rozegrał 33 ligowe spotkania. 12 września 2006 roku w meczu z Peterborough United zdobył swoją pierwszą bramkę dla klubu. W całym sezonie 2006/2007 wystąpił natomiast 44 razy i strzelił trzy gole. W Walsall Fox występował jeszcze przez pół roku, po czym przeszedł do Coventry City.
W nowym klubie pierwszy raz wystąpił 29 stycznia 2008 roku w meczu z Hull City. 19 kwietnia w meczu z Colchester United strzelił natomiast pierwszą bramkę. Do maja w Coventry Fox rozegrał 18 ligowych spotkań. W sezonie 2008/2009 również był podstawowym graczem, zagrał w 39 ligowych meczach, w których strzelił pięć goli.
24 lipca 2009 roku podpisał kontrakt z Celticiem. W klubie tym zadebiutował pięć dni później w meczu eliminacji Ligi Mistrzów z Dinamo Moskwa. W lidze szkockiej pierwszy raz zagrał 15 sierpnia w spotkaniu z Aberdeen. Do stycznia 2010 roku w Celticu rozegrał 15 meczów ligowych. 29 stycznia 2010 roku przeszedł do Burnley, gdzie rozegrał 50 meczów i strzelił 1 bramkę. 11 sierpnia 2011 Fox przeniósł się do Southampton.

## Kariera reprezentacyjna
Fox ma za sobą jeden występ w reprezentacji Anglii do lat 21. 26 marca 2008 roku zagrał w zremisowanym 0:0 spotkaniu z Polską.